# Брід (Житомирський район)
Брід — село в Україні, у Радомишльській міській територіальній громаді Житомирського району Житомирської області. Кількість населення становить 67 осіб (2001).

## Населення
Відповідно до результатів перепису населення СРСР, кількість населення, станом на 12 січня 1989 року, становила 60 осіб.
Станом на 5 грудня 2001 року, відповідно до перепису населення України, кількість мешканців села становила 67 осіб.

## Історія
До 1923 року — село Кичкирівської волості Радомисльського повіту Київської губернії. У 1923 році увійшло до складу новоствореної Глиницької сільської ради Кичкирівської волості. 16 січня 1923 року, внаслідок ліквідації Глиницької сільської ради, село передане до складу Юрівської сільської ради Кичкирівської волості. 7 березня 1923 року, в складі сільської ради, село увійшло до складу новоутвореного Радомишльського району Малинської округи. 19 січня 1933 року, відповідно до постанови Президії Київського облвиконкому «Про утворення сільради в селі Глиниця Радомишльського району» від 31 грудня 1932 року, село включене до складу відновленої Глиницької сільської ради Радомишльського району Київської області.
11 серпня 1954 року Глиницьку сільську раду ліквідовано, село включене до складу Кичкирівської сільської ради Радомишльського району Житомирської області.
16 травня 2017 року село увійшло до складу новоствореної Радомишльської міської територіальної громади Радомишльського району Житомирської області. Від 19 липня 2020 року, разом з громадою, в складі новоствореного Житомирського району Житомирської області.